# Municipio de Scioto (condado de Delaware)
El municipio de Scioto (en inglés: Scioto Township) es un municipio ubicado en el condado de Delaware en el estado estadounidense de Ohio. En el año 2010 tenía una población de 2993 habitantes y una densidad poblacional de 32,77 personas por km².

## Geografía
El municipio de Scioto se encuentra ubicado en las coordenadas 40°17′22″N 83°12′11″O / 40.28944, -83.20306. Según la Oficina del Censo de los Estados Unidos, el municipio tiene una superficie total de 91.34 km², de la cual 90,18 km² corresponden a tierra firme y (1,27 %) 1,16 km² es agua.

## Demografía
Según el censo de 2010, había 2993 personas residiendo en el municipio de Scioto. La densidad de población era de 32,77 hab./km². De los 2993 habitantes, el municipio de Scioto estaba compuesto por el 98,5 % blancos, el 0,4 % eran afroamericanos, el 0,03 % eran amerindios, el 0,4 % eran asiáticos, el 0,03 % eran isleños del Pacífico y el 0,63 % eran de una mezcla de razas. Del total de la población el 0,9 % eran hispanos o latinos de cualquier raza.